# Provinz Nagato

Karte der japanischen Provinzen, Nagato rot markiert

Nagato (jap. 長門国, Nagato no kuni) oder Chōshū (長州) war eine der historischen Provinzen Japans. Sie lag im äußersten Westen der Insel Honshū – auf dem Gebiet der heutigen Präfektur Yamaguchi. Nagato grenzte an die Provinz Iwami und die Provinz Suō.

## Geschichte
Die alte Hauptstadt der Provinz (kokufu) befand sich im heutigen Stadtteil Chōfu (eine Zusammenziehung der Wörter Chōshū und Kokufu) von Shimonoseki. Das sich später in der Provinz befindliche Daimyat Chōshū saß jedoch in Hagi. Nagato wurde vor und nach der Schlacht von Sekigahara von den Mōri regiert. 1871, mit der Abschaffung der Han und der Errichtung von Präfekturen nach der Meiji-Restauration, wurden die Provinzen Nagato und Suō zur heutigen Präfektur Yamaguchi zusammengelegt.
Die Meiji-Oligarchie, die mit der Meiji-Restauration von 1868 an die Macht kam, hatte zahlreiche Vertreter aus der Provinz wie Itō Hirobumi, Yamagata Aritomo, Kido Takayoshi (wahrscheinlich auch Katsura Kogoro), daneben auch Yoshida Shōin, Takasugi Shinsaku und Kusaka Genzui.

## Umfang
Die Provinz Nagato umfasste folgende Landkreise (kōri/spätere -gun):
- Abu (阿武郡)
- Asa (厚狭郡 Azusa no kōri/Asa-gun)
- Mine (美祢郡)
- Mishima (見島郡)
- Ōtsu (大津郡)
- Toyoura (豊浦郡)